# Chiquibul Branch
Chiquibul Branch (spanska: Río Chiquibul) är ett vattendrag i Belize och Guatemala.